# 모건 우드워드

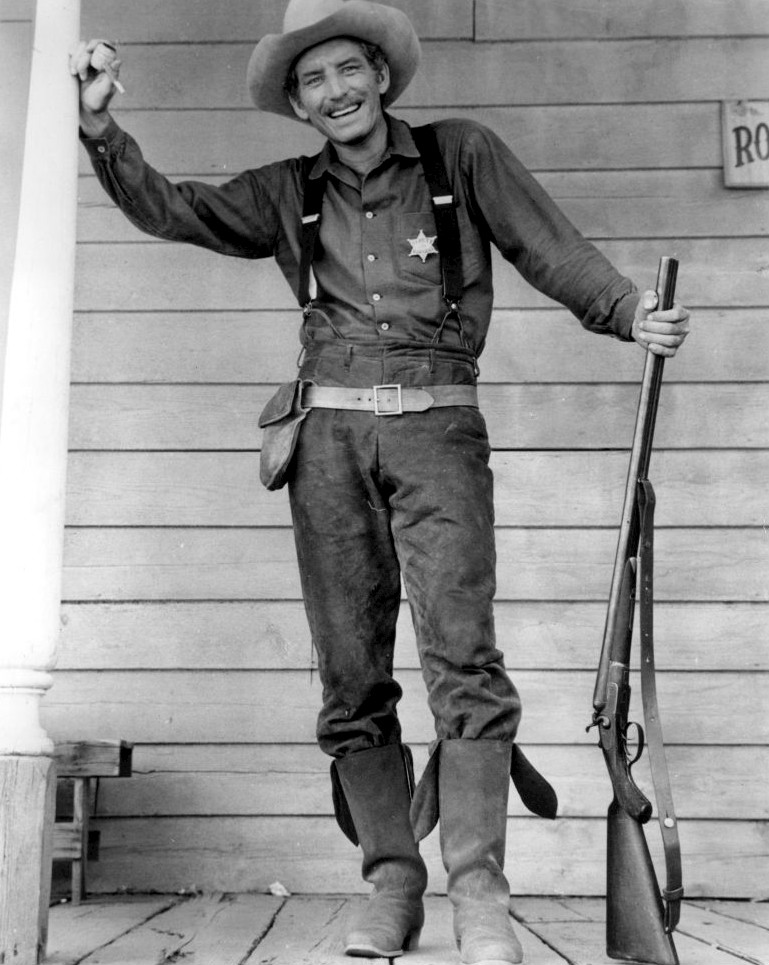

모건 우드워드(Thomas Morgan Woodward, 1925년 9월 16일 ~ 2019년 2월 22일)는 미국의 배우, 텔레비전 배우, 영화배우, 각본가이다.
포트워스에서 태어났으며 할리우드 힐스에서 사망하였다. 사인은 암이다.

## 영화
- 건스모크 3 (1992년)
- 청춘 댄스 파트너 (1985년)
- A 특공대 - TV시리즈 (1983년)
- 우주의 7인 (1980년)
- 해저드 마을의 듀크 가족 (1979년)
- 꿈꾸는 낙원 (1978년)
- 달라스 (1978년)
- 수퍼밴 (1977년)
- 도망자 로간 (1977년)
- 워킹 톨 3 (1977년)
- 서부의 형제 (1976년)
- 차이니즈 부키의 죽음 (1976년)
- 원 리틀 인디언 (1973년)
- 월튼네 사람들 (1972년)
- 건파이터의 최후 (1969년)
- 캐넌 목장 (1967년)
- 폭력 탈옥 (1967년)
- 우리 생애 나날들 (1965년)
- 보난자 (1959년)
- 딜론 보안관 (1955년)
- 와이어트 어프의 삶과 전설 (1955년)
- 디즈니랜드 (1954년)